# Ardisia dekinderi
Ardisia dekinderi är en viveväxtart som beskrevs av R. Govaerts. Ardisia dekinderi ingår i släktet Ardisia och familjen viveväxter. Inga underarter finns listade i Catalogue of Life.